# Gouna
Gouna este o comună rurală din departamentul Mirriah, regiunea Zinder, Niger, cu o populație de 39.700 locuitori (2001).